# Sunhae Im
Sunhae Im (* 15. Januar 1976 in Cholwon, Südkorea) ist eine südkoreanische Opern- und Konzertsängerin (lyrischer Koloratursopran).

## Karriere
Sunhae Im studierte von 1994 bis 1998 am College of Music der Seoul National University und bei Roland Hermann an der Hochschule für Musik Karlsruhe. 1997 gewann sie den ersten Preis beim Wettbewerb der koreanischen Schubert-Gesellschaft und den Grand Prix des zehnten koreanischen Jugend- und Musikwettbewerbs. Im Mai 2000 war sie Finalistin bei einem Wettbewerb in Brüssel.
Im Februar 2000 debütierte Sunhae Im unter Paolo Carignani an der Frankfurter Oper als Barbarina in Mozarts Le nozze di Figaro. In der folgenden Saison sang sie dort Valetto und Amor in Monteverdis L’incoronazione di Poppea. Von 2001 bis 2004 war sie Mitglied der Oper Hannover und trat in Rollen wie Zerlina, Blondchen, Barbarina, Papagena, Adele, Cupido (in Orphée aux enfers von Jacques Offenbach) sowie Yniold in Pelléas et Mélisande von Claude Debussy auf.
Im sang u. a. unter Herbert Blomstedt, Frans Brüggen, Riccardo Chailly, William Christie, Marcus Creed, Wolfgang Gönnenwein, Philippe Herreweghe, Christopher Hogwood, René Jacobs, Kent Nagano und Andreas Spering.